# Moliets-et-Maa
Moliets-et-Maa là một xã trong tỉnh Landes, thuộc vùng Nouvelle-Aquitaine của nước Pháp, có dân số là 609 người (thời điểm 1999). Xã nằm gần bờ biển Đại Tây Dươngvà là một địa điểm du lịch.

## Biến động dân số
| Năm | 1962 | 1968 | 1975 | 1982 | 1990 | 1999 | 2006 |
| --- | ---- | ---- | ---- | ---- | ---- | ---- | ---- |
| Dân số | 309  | 315  | 328  | 347  | 420  | 609  | 815  |
| From the year 1962 on: No double counting—residents of multiple communes (e.g. students and military personnel) are counted only once. |      |      |      |      |      |      |      |